# Крвавица (Башка Вода)
Крвавица је насељено место у саставу општине Башка Вода, Сплитско-далматинска жупанија, Република Хрватска.

## Историја
До територијалне реорганизације у Хрватској налазила се у саставу старе општине Макарска.

## Становништво
На попису становништва 2011. године, Крвавица је имала 314 становника.
| Број становника по пописима | Број становника по пописима | Број становника по пописима | Број становника по пописима | Број становника по пописима | Број становника по пописима | Број становника по пописима | Број становника по пописима | Број становника по пописима | Број становника по пописима | Број становника по пописима | Број становника по пописима | Број становника по пописима | Број становника по пописима | Број становника по пописима | Број становника по пописима |
| --------------------------- | --------------------------- | --------------------------- | --------------------------- | --------------------------- | --------------------------- | --------------------------- | --------------------------- | --------------------------- | --------------------------- | --------------------------- | --------------------------- | --------------------------- | --------------------------- | --------------------------- | --------------------------- |
| 1857                        | 1869                        | 1880                        | 1890                        | 1900                        | 1910                        | 1921                        | 1931                        | 1948                        | 1953                        | 1961                        | 1971                        | 1981                        | 1991                        | 2001                        | 2011                        |
| 0                           | 0                           | 131                         | 177                         | 199                         | 214                         | 0                           | 223                         | 244                         | 231                         | 204                         | 182                         | 178                         | 175                         | 287                         | 314                         |

Напомена: У 1991. смањено издвајањем дела у самостално насеље Промајна. У 1857., 1869. и 1921. подаци су садржани у насељу Башка Вода. Од 1880. до 1910. исказивано као део насеља.

### Попис1991.
На попису становништва 1991. године, насељено место Крвавица је имало 175 становника, следећег националног састава:
| Попис 1991.‍  | Попис 1991.‍  | Попис 1991.‍ | Попис 1991.‍ | Попис 1991.‍ |
| ------------ | ------------ | ----------- | ----------- | ----------- |
|              |              |             |             |             |
| Хрвати       | Хрвати       |             | 162         | 92,57%      |
| Италијани    | Италијани    |             | 1           | 0,57%       |
| Руси         | Руси         |             | 1           | 0,57%       |
| неопредељени | неопредељени |             | 5           | 2,85%       |
| непознато    | непознато    |             | 6           | 3,42%       |
| укупно: 175  |              |             |             |             |